# Gales en la Copa Mundial de Rugby de 2007
Los Dragones rojos fueron una de las 20 naciones participantes de la Copa Mundial de Rugby de 2007 que se realizó por primera vez en Francia.
Gales llegó a su sexta participación siendo campeón del Torneo de las Seis Naciones 2005, pero habiendo finalizado penúltimo en las dos últimas ediciones. Se esperaba que alcanzará la fase final sin problemas, no obstante, eso no sucedió.

## Plantel

Alineaciones de Fiyi vs. Gales.

El técnico Jenkins (56 años) polémicamente dejó afuera de la convocatoria al talentoso Gavin Henson, quien venía recuperándose de una lesión y esto fue señalado como un error clave que contribuyó directamente la eliminación.
Las edades son a la fecha del último partido de Gales (29 de septiembre de 2007).
|                            | Jugador         | Edad    | Posición      | Pruebas | Equipo             |
| -------------------------- | --------------- | ------- | ------------- | ------- | ------------------ |
| Hookers y Pilares          |                 |         |               |         |                    |
|                            | Huw Bennett     | 24 años | Hooker        | 12      | Ospreys            |
| 3                          | Chris Horsman   | 29 años | Pilar         | 11      | Worcester Warriors |
| 1                          | Gethin Jenkins  | 26 años | Pilar         | 46      | Cardiff Rugby      |
|                            | Adam Rhys Jones | 26 años | Pilar         | 41      | Ospreys            |
|                            | Duncan Jones    | 29 años | Pilar         | 38      | Ospreys            |
| 2                          | Matthew Rees    | 26 años | Hooker        | 11      | Scarlets           |
|                            | Rhys Thomas     | 25 años | Hooker        | 10      | Cardiff Rugby      |
| Segundas líneas            |                 |         |               |         |                    |
| 5                          | Ian Evans       | 22 años | Segunda línea | 5       | Ospreys            |
|                            | Ian Gough       | 30 años | Segunda línea | 40      | Ospreys            |
|                            | Will James      | 30 años | Segunda línea | 1       | Gloucester Rugby   |
| 4                          | Alun Wyn Jones  | 22 años | Segunda línea | 11      | Ospreys            |
| Alas y Octavos             |                 |         |               |         |                    |
| 6                          | Colin Charvis   | 34 años | Ala           | 87      | Dragons            |
|                            | Michael Owen    | 26 años | Octavo        | 37      | Dragons            |
| 8                          | Alix Popham     | 27 años | Octavo        | 30      | Scarlets           |
|                            | Jonathan Thomas | 24 años | Ala           | 34      | Ospreys            |
| 7                          | Martyn Williams | 32 años | Ala           | 70      | Cardiff Rugby      |
| Medios scrums              |                 |         |               |         |                    |
|                            | Gareth Cooper   | 28 años | Medio scrum   | 34      | Gloucester Rugby   |
| 9                          | Dwayne Peel     | 26 años | Medio scrum   | 53      | Scarlets           |
|                            | Mike Phillips   | 25 años | Medio scrum   | 22      | Ospreys            |
| Aperturas y Centros        |                 |         |               |         |                    |
| 12                         | James Hook      | 22 años | Centro        | 13      | Ospreys            |
| 10                         | Stephen Jones   | 29 años | Apertura      | 62      | Scarlets           |
|                            | Sonny Parker    | 30 años | Centro        | 23      | Ospreys            |
|                            | Jamie Robinson  | 27 años | Centro        | 20      | Cardiff Rugby      |
| 13                         | Tom Shanklin    | 27 años | Centro        | 41      | Cardiff Rugby      |
|                            | Ceri Sweeney    | 27 años | Apertura      | 32      | Cardiff Rugby      |
| Fullbacks y Wings          |                 |         |               |         |                    |
|                            | Dafydd James    | 32 años | Wing          | 46      | Scarlets           |
| 14                         | Mark Jones      | 27 años | Wing          | 29      | Scarlets           |
|                            | Kevin Morgan    | 30 años | Fullback      | 43      | Dragons            |
| 15                         | Gareth Thomas   | 33 años | Fullback      | 95      | Cardiff Rugby      |
| 11                         | Shane Williams  | 30 años | Wing          | 46      | Ospreys            |
| Entrenador: Gareth Jenkins |                 |         |               |         |                    |

## Participación

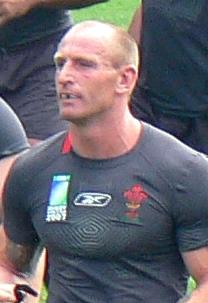
Gareth Thomas fue el capitán.

Gales integró el grupo B junto a los Wallabies, Japón, los Canucks y la dura Fiyi.
El rival más fuerte, Australia, era dirigida por John Connolly y formó: Matt Dunning, Nathan Sharpe, la estrella George Smith, George Gregan, el capitán Stirling Mortlock y Chris Latham. Pese a un gran nivel británico, los Wallabies marcaron cuatro tries y ganaron.
Por el duelo clave ante Fiyi, el técnico Ilivasi Tabua diagramó: el destacado Sunia Koto, Ifereimi Rawaqa, Sisa Koyamaibole, el capitán Mosese Rauluni, Nicky Little y la estrella Vilimoni Delasau. En un partido impresionante que se definió a dos minutos del final, los oceánicos triunfaron con un agónico try de Graham Dewes.